# Bragassargues
Bragassargues ist eine Gemeinde im französischen Département Gard in der Region Okzitanien. Sie gehört zum Kanton Quissac und zum Arrondissement Le Vigan. Die Bewohner nennen sich Bragassargais.

## Lage
Die Gemeinde grenzt im Nordwesten an Logrian-Florian, im Norden an Puechredon, im Osten an Cannes-et-Clairan, im Süden an Orthoux-Sérignac-Quilhan und im Westen an Quissac. An der westlichen Gemeindegrenze verläuft der Fluss Crieulon mit seinem Hochwasserstaudamm Barrage de la Rouvière.

## Bevölkerungsentwicklung
| Jahr      | 1962 | 1968 | 1975 | 1982 | 1990 | 1999 | 2008 | 2017 |
| --------- | ---- | ---- | ---- | ---- | ---- | ---- | ---- | ---- |
| Einwohner | 79   | 76   | 54   | 68   | 94   | 94   | 133  | 175  |